# Marin Soljačić
Marin Soljačić [márin sóljačić], hrvaški fizik, * 7. februar 1974, Zagreb.
Trenutno je izredni profesor na oddelku za fiziko na Tehnološkem inštitutu Massachusettsa (MIT) v ZDA.

## Znanstvena kariera
Po maturi na zagrebškem Matematično-informatičnem izobraževalnem centru (danes XV. gimnazija) je prejel štipendijo od Tehnološkega inštituta Massachusettsa za delo na inštitutu, kjer je leta 1996 diplomiral iz dveh smeri: fizika in elektrotehnika. Leta 1998 je zaključil magisterij iz fizike na Univerzi Princeton pod mentorstvom profesorja Franka Wilczeka (dobitnika Nobelove nagrade za fiziko 2004). Leta 2000 je doktoriral, pravtako na Univerzi Princeton, pod mentorstvom Mordechaia Segeva. Isti leto se je vpisal na prestižni Pappalardo postdoktorski študij na Inštitutu Massachusettsa. Leta 2003 je postal vodilni raziskovalec na inštitutu, 2005 pa profesor fizike na MIT.
Marin Soljačić je strokovnjak za področje elektromagnetizma, še posebno za nelinearno optiko in nanooptiko. Je soavtor množice patentov in znanstvenih del v vodilnih znanstvenih revijah.

## Brezžični prenos energije
V letu 2006 je skupaj s sodelavcema Aristeidisom Karalisom in Johnom Joannopoulosom objavil delo z naslovom Brezžični nesevajoči prenos energije (angleško Wireless Non-Radiative Energy Transfer), ki bi lahko, če se bo uspel uporabiti v praksi, v prihodnosti omogočil tehnološko revolucijo. Izdelava prototipa je v teku, razvili naj bi ga, tako Soljačić, v roku dveh let. Tehnologija temelji na pojavu elektromagnetne indukcije in resonance, naprednejša pa je pri sevanju, ki je odpravljeno. V stavbo bi se namestil poseben oddajnik, ki bi vse prostore pokrival z elektromagnetnim valovanjem, z njegovo pomočjo pa bi se napajale razne naprave z nameščenim sprejemnikom frekvenc, ki bi resonirale z elektromagnetnim poljem. Neizkoriščen tok bi samodejno absorbiral oddajnik. Soljačić meni, da naj bi oddajanje bilo za človeka neškodljivo. Za samo zamisel sta bila kriva predvsem dva »neprijetna dejavnika«: zbujanje sredi noči zaradi alarma za nujno polnjenje baterije mobilnega telefona, ter izpraznitev baterije robota-sesalca, ki jo je bilo treba po opravljenih čiščenjih le dveh prostorov znova napolniti. Kot slednje se je Marin spomnil Nikole Tesle in njegovih neuspelih poskusov brezžičnega prenosa električne energije.
Science je 7. junija 2007 objavil, da je Soljačić skupaj s sodelavci v praksi izvedel prvi brezžični nesevajoči prenos energije, pri katerem so iz električnega omrežja s pomočjo dveh tuljav oddaljenih dva metra uspeli prižgati 60 W žarnico. Tuljavi sta bili ujeti na resonančni frekvenci 10 MHz. Izkoristek prenosa je bil 40 %.

## Nagrade
- 2005 je prejel Medaljo Adolpha Lomba Ameriškega optičnega društva (Optical Society of America), ki ga to strokovno združenje vsako leto podeljuje znanstveniku mlajšim od 35 let za najpomemnejša odkritja v optiki širom sveta
- 2006 je prejel nagrado »TR35«, ki se podeljuje najboljšim inovatorjem, mlajšim od 35 let. Nagrado podeljuje Technology Review, najstarejša revija za tehnologijo na svetu
- 2008 je prejel nagrado MacArthur Fellowship